# 12000-talet f.Kr. (millennium)
12000-talet f.Kr. (tolvtusentalet före Kristus) är det 13:e millenniet f.Kr. 

## Händelser
- Hamburgkulturen övergår i Brommekulturen i norra Europa.
- Fynd från mikrolitiska verkstäder visar att människor nu har bosatt sig i Västafrika.
- Federmesserkulturen, en stenålderskultur i norra Europa.